# Železniční trať Monmouth–Pontypool
Železniční trať Monmouth – Pontypool provozovaná pod jménem Coleford, Monmouth, Usk and Pontypool Railway (zkracováno jako CMU&PR) byla 26 kilometrů (respektive 16 mil) dlouhá normálněrozchodná trať z Monmouthu do Pontypoolu. Byla otevřena v roce 1857 a osobní přeprava skončila v roce 1955. V roce 1957, dne 12. října u příležitosti výročí 100 let od otevření, projel po trati zvláštní vlak společnosti Stephenson Locomotive Society. Jednalo se o poslední osobní vlak, který po této v tuto chvíli dosluhující trati projel.

## Dějiny

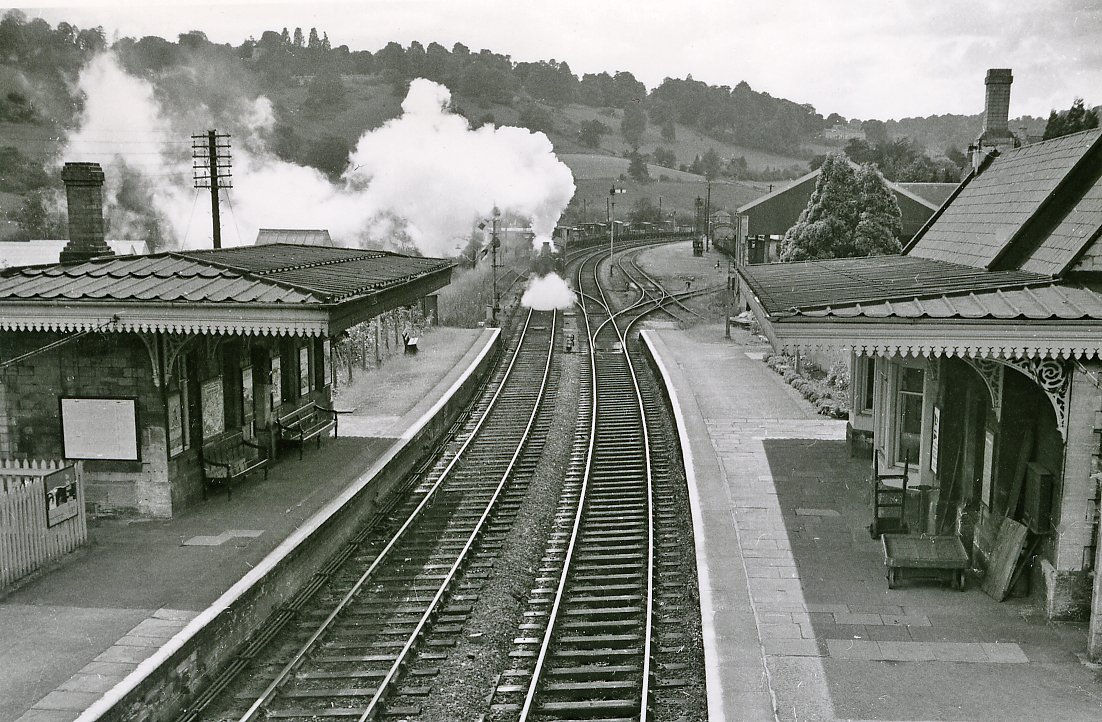
Stanice Monmouth Troy v Monmouthu v roce 1958 (tedy už po zastavení osobní přepravy na trati do Pontypoolu)

Parlament povolil stavbu železnice dne 20. srpna 1853. K částečnému otevření v úseku mezi Pontypoolem a Uskem došlo v červnu 1856 a k úplnému otevření 12. října 1857 po dokončení stanice Monmouth Troy. Přes řeku Wye byl postaven Monmouthský viadukt, který měl umožnit dosáhnout Colefordu v oblasti Forest of Dean, ale když byla trať zakoupena společností Great Western Railway, bylo od plánu upuštěno.
Na železnici byly stanice Little Mill Junction, Usk, Llandenny, Raglan, Dingestow a Monmouth. Jenom stanice v Usku a v Monmouthu měly dvě nástupiště. Později byly přidány zastávky Glascoed (v roce 1927), Elms Bridge (v roce 1933) a Cefntilla (v roce 1954). V roce 1931 byla uzavřena raglanská původní stanice Raglan Road a byla přidána nová zastávka Raglan Footpath. Dne 24. července pak byla původní stanice znovuotevřena coby zastávka.
Od roku 1940 byla tratí obsluhována továrna ROF Glascoed vyrábějící munici pro vojsko. To trvalo až do roku 1993. Dnes je továrna součástí koncernu BAE Systems a dodnes do ní vede trať od Little Mill Junction, ale je zcela zarostlá a neprůjezdná.
Stanice Monmouth Troy byla využívána ještě tratěmi : Monmouth – Chepstow (v letech 1876–1964), Monmouth – Ross-on-Wye (v letech 1874–1964) a Monmouth – Coleford (v letech 1883–1917).